# Mark Matejka
Mark "Sparky" Matejka (2 de enero de 1967 en Houston, Texas) es un guitarrista estadounidense. Es popular por su trabajo junto a la banda de rock sureño Lynyrd Skynyrd. Se unió a la agrupación en el año 2006, reemplazando a Hughie Thomasson quien dejó Skynyrd para retornar a Outlaws. Tocó en el álbum Christmas Time Again de 2000. Antes de unirse a Lynyrd Skynyrd, fue miembro de una agrupación de música country titulada Hot Apple Pie. También tocó con la Charlie Daniels Band y con Sons of the Desert.